# المشاركة العربية في الألعاب الأولمبية الصيفية 2016
شاركت جميع الدول العربية – باستثناء الكويت – في الألعاب الأولمبية الصيفية 2016، بوفود قوامها 486 رياضياً من أصل قرابة 11،000 شاركوا في الألعاب.
وعلى الرغم من إيقاف الكويت من قبل اللجنة الأولمبية الدولية بسبب التدخل الحكومي، فقد شارك رياضيوها في الألعاب تحت الراية الأولمبية وتمكن خلالها الرامي الكويتي فهيد الديحاني من الفوز بالميدالية الذهبية في الحفرة المزدوجة والرامي عبد الله الرشيدي من الفوز بالميدالية البرونزية في مسابقة السكيت.

## أصحاب الميداليات
| الميدالية | الدولة                   | اسم            | الرياضة     | الحدث                | موعد          |
| --------- | ------------------------ | -------------- | ----------- | -------------------- | ------------- |
| ذهبية     | البحرين                  | روث جيبيت      | ألعاب القوى | 3000 متر موانع سيدات | 15 أغسطس 2016 |
| ذهبية     | الأردن                   | أحمد أبو غوش   | التايكواندو | 68 كلغ رجال          | 19 أغسطس 2016 |
| فضية      | البحرين                  | يونيس كيروا    | ألعاب القوى | الماراتون سيدات      | 14 أغسطس 2016 |
| فضية      | الجزائر                  | توفيق مخلوفي   | ألعاب القوى | 800 متر رجال         | 16 أغسطس 2016 |
| فضية      | قطر                      | معتز عيسى برشم | ألعاب القوى | القفز العلوي رجال    | 16 أغسطس 2016 |
| فضية      | الجزائر                  | توفيق مخلوفي   | ألعاب القوى | 1500 متر رجال        | 21 أغسطس 2016 |
| برونزية   | الإمارات العربية المتحدة | سيرجيو توما    | الجودو      | 81 كلغ رجال          | 10 أغسطس 2016 |
| برونزية   | مصر                      | سارة أحمد      | رفع الأثقال | 69 كلغ سيدات         | 11 أغسطس 2016 |
| برونزية   | تونس                     | إيناس بوبكري   | المبارزة    | سلاح الشيش سيدات     | 11 أغسطس 2016 |
| برونزية   | مصر                      | محمد إيهاب     | رفع الأثقال | 77 كلغ رجال          | 11 أغسطس 2016 |
| برونزية   | المغرب                   | محمد ربيعي     | الملاكمة    | 69 كلغ رجال          | 15 أغسطس 2016 |
| برونزية   | تونس                     | مروة عمري      | المصارعة    | 58 كلغ سيدات         | 17 أغسطس 2016 |
| برونزية   | مصر                      | هداية ملاك     | التايكواندو | 57 كلغ سيدات         | 19 أغسطس 2016 |
| برونزية   | تونس                     | أسامة الوسلاتي | التايكواندو | 80 كلغ رجال          | 20 أغسطس 2016 |

لم تحتسب ميداليات الكويت لللجنة الأولمبية الكويتية لأن اللجنة وقع منعها من المشاركة في الألعاب بسبب تدخل الحكومة الكويتية في شؤون اللجنة الأولمبية الكويتية. احتسبت الميداليات للرياضيون الأولمبيون المستقلون في الألعاب الأولمبية الصيفية 2016.
| ذهبية   | الكويت | فهيد الديحاني    | الرماية | الحفرة المزدوجة رجال | 11 أغسطس 2016 |
| برونزية | الكويت | عبد الله الرشيدي | الرماية | السكيت رجال          | 13 أغسطس 2016 |

## توزيع الميداليات العربية بحسب الأنواع الرياضية
| الرياضة     |   |   |   | المجموع |
| ----------- | - | - | - | ------- |
| ألعاب القوى | 1 | 4 | 0 | 5       |
| التكواندو   | 1 | 0 | 2 | 3       |
| رفع الأثقال | 0 | 0 | 2 | 2       |
| الجودو      | 0 | 0 | 1 | 1       |
| المصارعة    | 0 | 0 | 1 | 1       |
| المبارزة    | 0 | 0 | 1 | 1       |
| الملاكمة    | 0 | 0 | 1 | 1       |
| المجموع     | 2 | 4 | 8 | 14      |

## مراكز الدول العربية
| الترتيب | منتخب                    | ذهبية | فضية | برونزية | المجموع |
| ------- | ------------------------ | ----- | ---- | ------- | ------- |
| 48      | البحرين                  | 1     | 1    | 0       | 2       |
| 54      | الأردن                   | 1     | 0    | 0       | 1       |
| 63      | الجزائر                  | 0     | 2    | 0       | 2       |
| 69      | قطر                      | 0     | 1    | 0       | 1       |
| 75      | مصر                      | 0     | 0    | 3       | 3       |
| 75      | تونس                     | 0     | 0    | 3       | 3       |
| 78      | الإمارات العربية المتحدة | 0     | 0    | 1       | 1       |
| 78      | المغرب                   | 0     | 0    | 1       | 1       |
| المجموع | المجموع                  | 2     | 4    | 8       | 14      |

## المشاركون
عدد الرياضيين العرب المشاركين في الألعاب الأولمبية لسنة 2016:
- مصر (120)
- الجزائر (67)
- تونس (61)
- المغرب (49)
- قطر (38)
- العراق (23)
- الإمارات العربية المتحدة (13)
- السعودية (12)
- البحرين (12)
- ليبيا (9)
- الأردن (8)
- سوريا (7)
- لبنان (7)
- جيبوتي (7)
- فلسطين (6)
- السودان (6)
- سلطنة عمان (4)
- اليمن (4)
- جزر القمر (3)
- موريتانيا (2)
- الصومال (2)